# National Railway Museum, Storbritannien

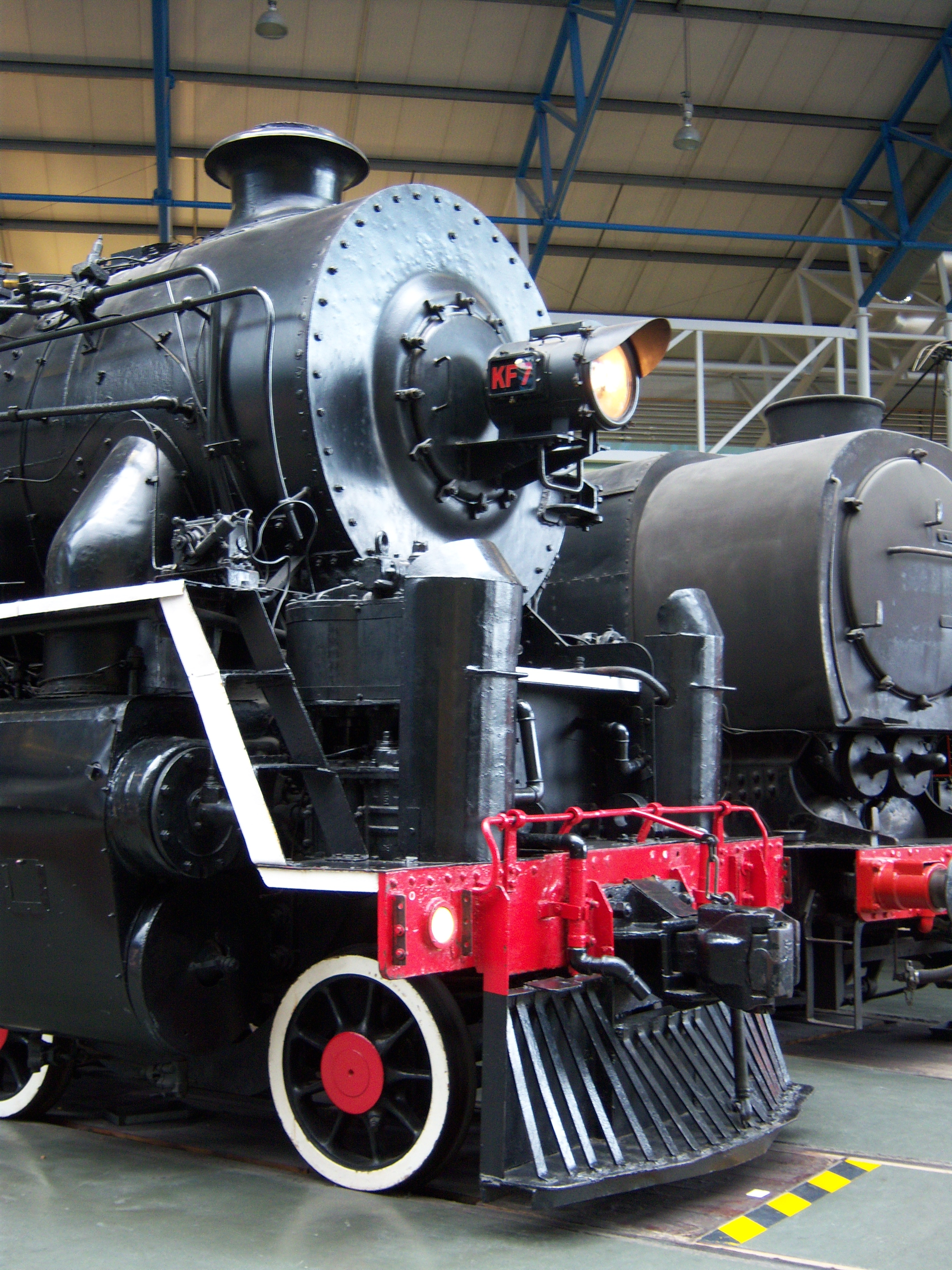
China Railways Nr 607

National Railway Museum är ett  järnvägshistoriskt museum i York i Storbritannien, vilket är en del av den brittiska Science Museum Group of National Museums.
National Railway Museum inhyser en samling av historiskt betydelsefulla järnvägsfordon och andra artefakter samt tryckt material och bildmaterial om järnvägshistoria. Museet fick European Museum of the Year Award 2001.
National Railway Museum har en samling av över ett hundra lokomotiv och ungefär 300 andra järnvägsfordon, varav nästan alla rullat på brittiska järnvägar eller byggts i Storbritannien. Museet har tre stora utställningshallar, vilka ingått i en depå för rullande material nära tidigare East Coast Main Line i närheten av  Yorks järnvägsstation. Det är det största järnvägsmuseet i Storbritannien och hade 717.000 besökare 2011/12.
National Railway Museum flyttade in i sina nuvarande lokaler, York North locomotive depot, 1975, samtidigt som museet tog över British Railways tidigare samling rälsfordon, som fanns i Clapham samt tidigare York Railway Museum. Locomotion – the National Railway Museum i Shildon öppnades 2004 och drivs av National Railway Museum i samarbete med Durhams County Council. Det inhyser en del av den nationella samlingen i en nybyggd fastighet och runt den tidigare Timothy Hackworth-verkstaden.
Det finns ungefär ett hundra rälsfordon i York i varje tidpunkt och resten finns i  Shildon Locomotion Museumiga och i andra museer eller på veteranjärnvägar. De tidigaste är fordon från omkring 1815. I den permanenta utställningen finns bland andra "Palaces on Wheels", en samling kungliga vagnar från drottning Victorias tidiga tåg fram till dem som använts av drottning Elisabeth II på 1970-talet.

## Fotogalleri

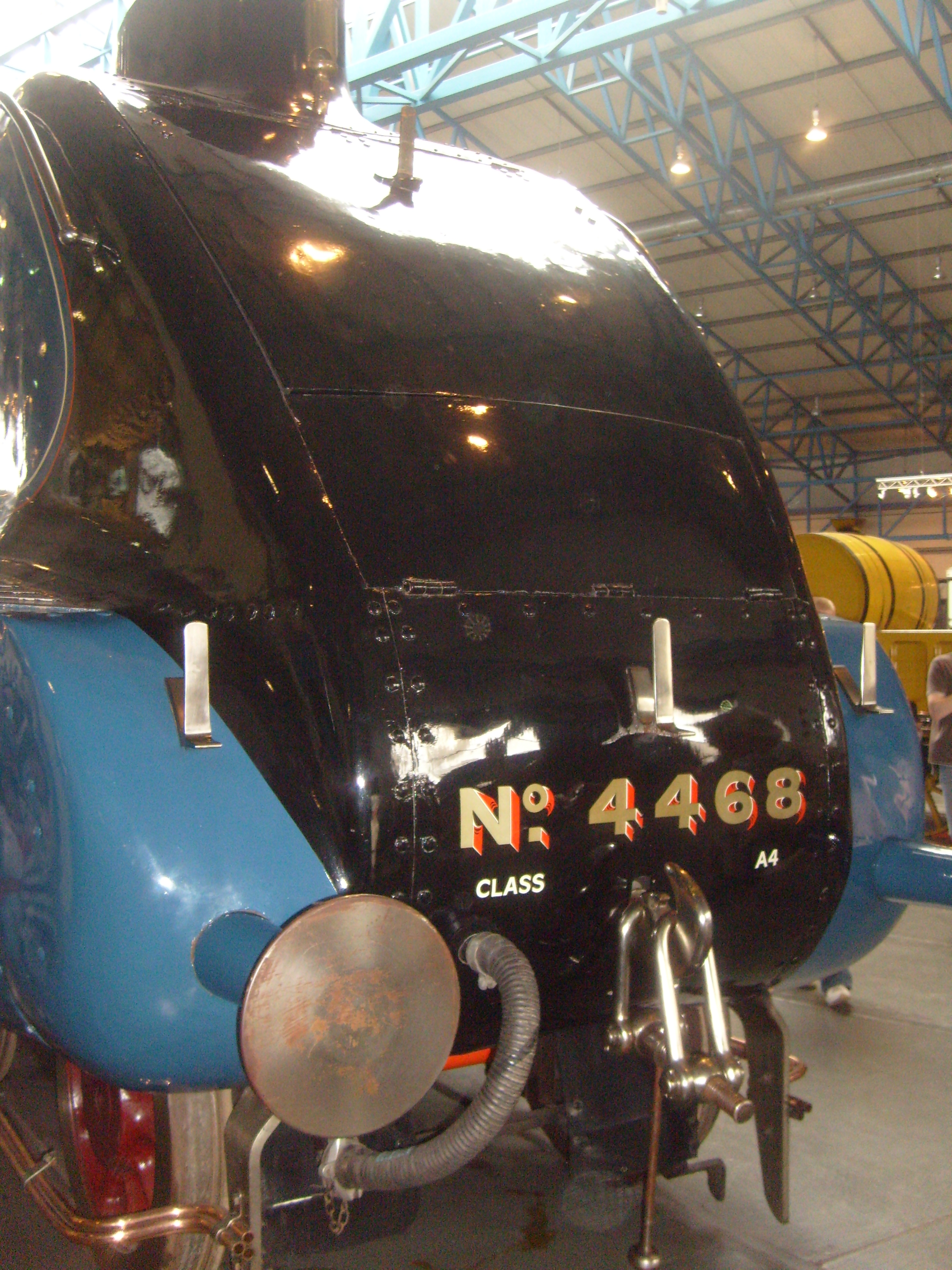
Mallard-lokomotiv nr 4468 Mallard
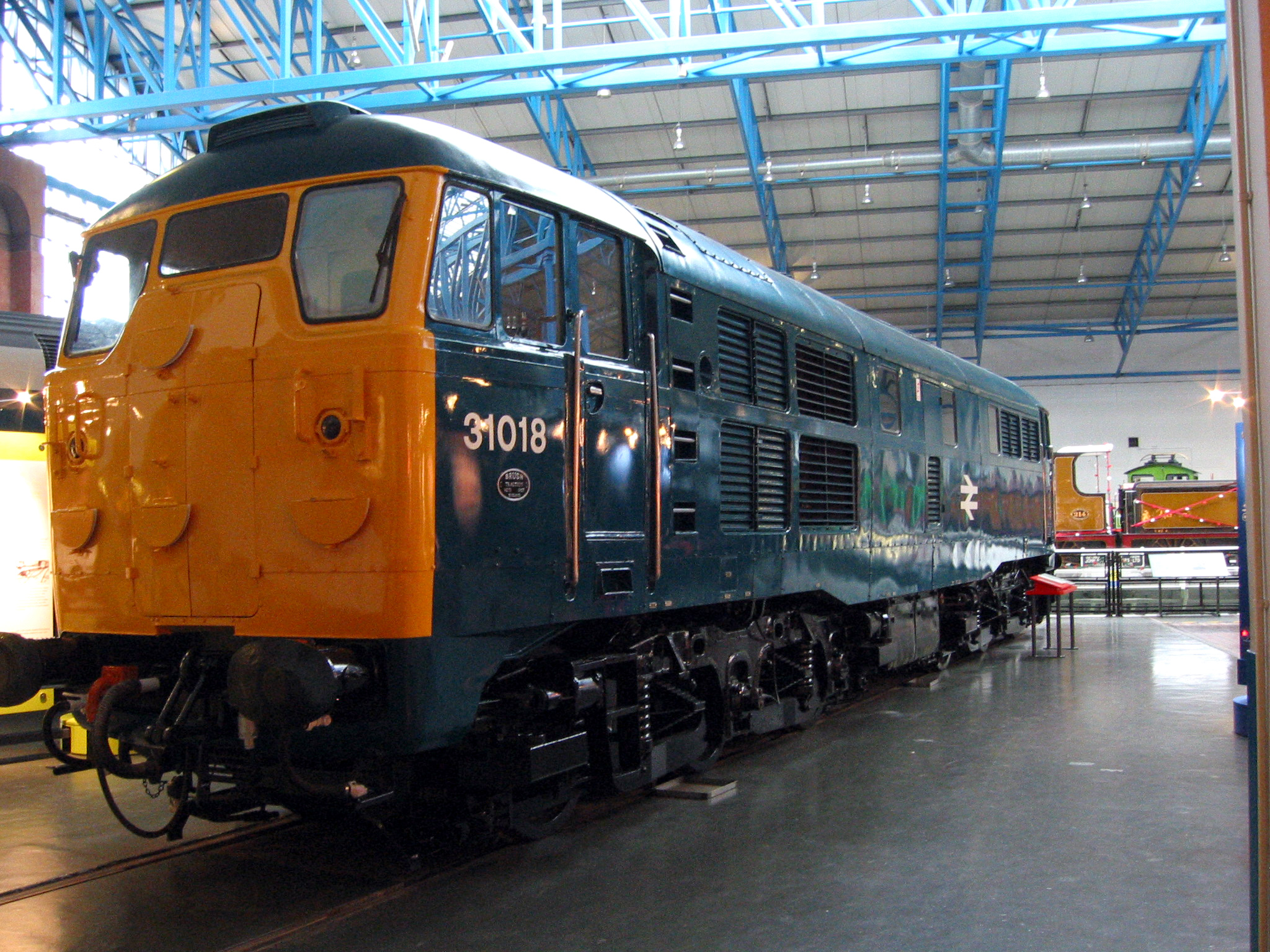
British Rail Class nr 31018 i Stora hallen
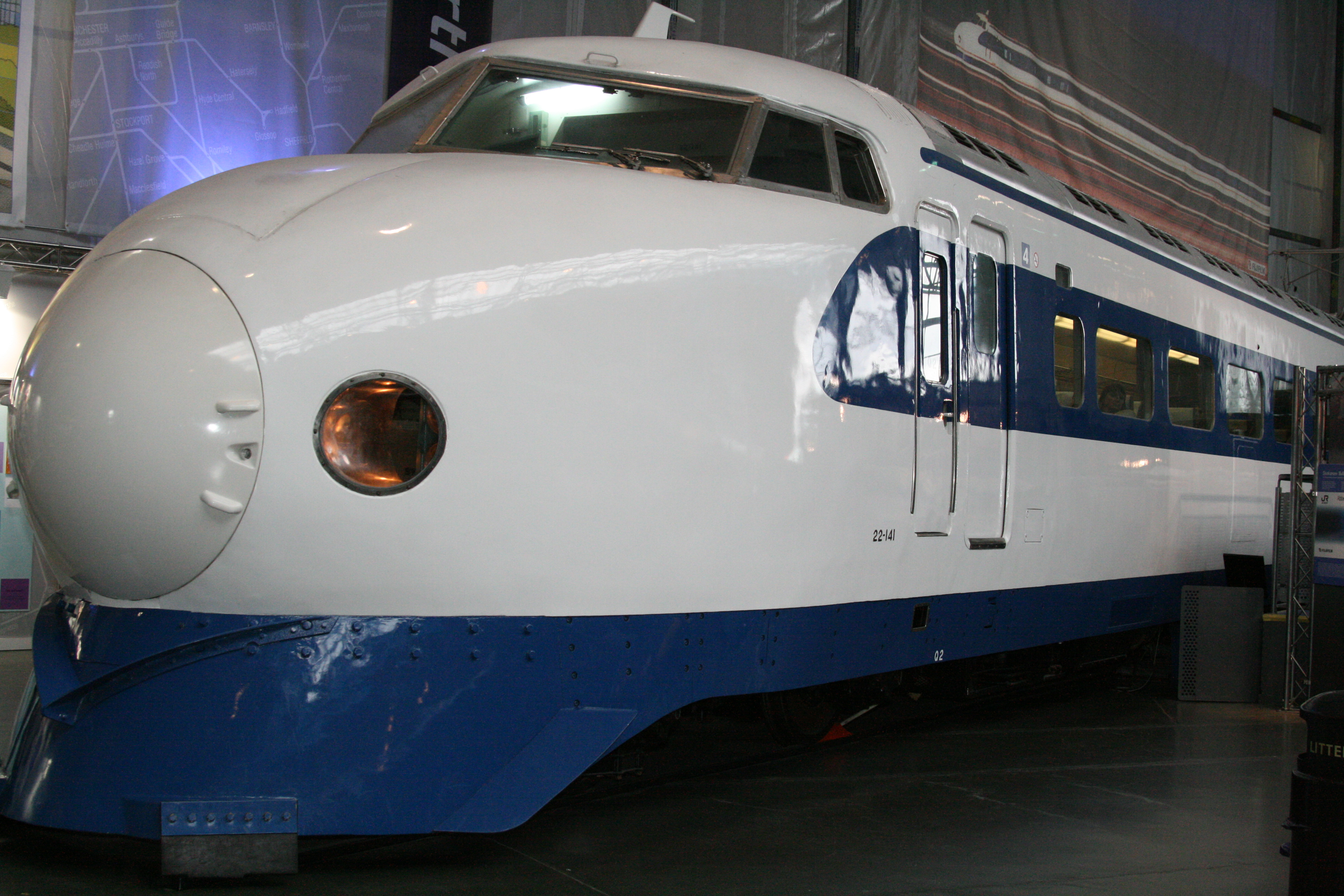
0-serie Shinkansen nr 22-141
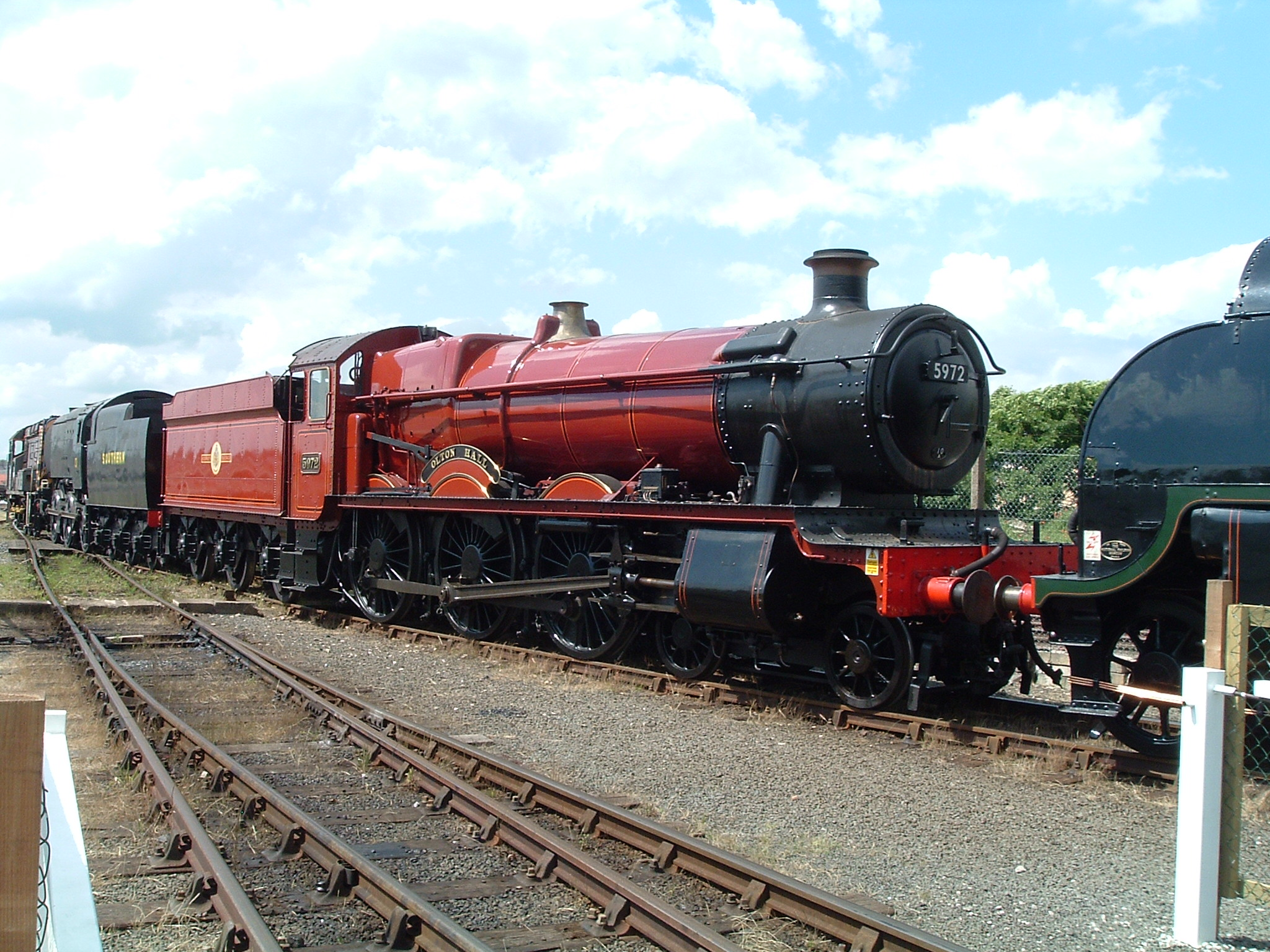
Hogwarts Express-lokomotiv GWR nr 5972 Olton Hall
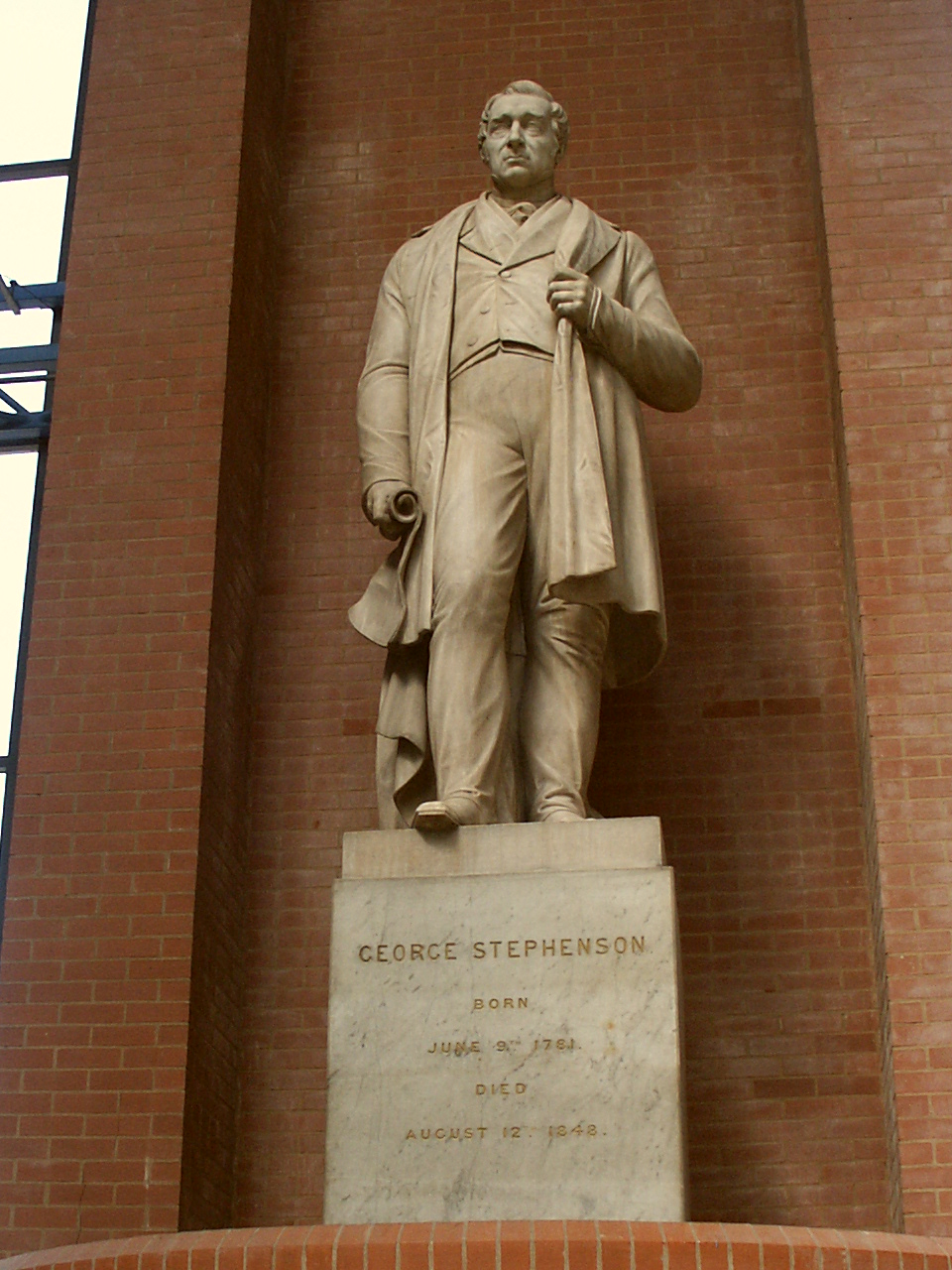
Staty av George Stephenson i Stora hallen